# Reichsstadt Mühlhausen
Die Reichsstadt Mühlhausen war ein Territorium (Reichsstadt) des Heiligen Römischen Reiches mit der Stadt Mühlhausen als Zentrum, dessen Eigenständigkeit sich während des 13. Jahrhunderts vollzogen hatte (Erlangung der Reichsfreiheit 1251) und das bis zum Jahr 1802/03 existierte.

## Geografische Lage
Das Gebiet der Reichsstadt Mühlhausen lag im oberen Tal der Unstrut am Westrand des Thüringer Beckens. Im Westen des Gebietes lag das Eichsfeld, im Südwesten der Hainich.
Das Gebiet der ehemaligen Reichsstadt Mühlhausen liegt heute im Nordwesten des Freistaats Thüringen und gehört zum Unstrut-Hainich-Kreis.

## Angrenzende Verwaltungseinheiten
- Norden: Exklave Kleinkeula (zum Amt Volkenroda, Herzogtum Sachsen-Gotha) und Fürstentum Schwarzburg-Sondershausen (Unterherrschaft)
- Osten: Amt Volkenroda (Exklave des Herzogtums Sachsen-Gotha)
- Südosten: Amt Langensalza (Kurfürstentum Sachsen, ab 1815 zum preußischen Landkreis Langensalza)
- Südwesten: Vogtei Dorla (zur Ganerbschaft Treffurt, Kondominium des Kurfürstentums Sachsen, der Landgrafschaft Hessen-Kassel und des Erzbistums Mainz,  1802/03 zu Preußen, 1807–1813 zum Königreich Westphalen, ab 1815 zum preußischen Landkreis Mühlhausen)
- Westen und Nordwesten: Eichsfeld (Erzbistum Mainz, ab 1802/03 zu Preußen, 1807–1813 zum Königreich Westphalen, 1813 zu Preußen)

## Geschichte

### Die Anfänge der Stadtgeschichte
Mühlhausen wurde 967 erstmals urkundlich erwähnt. Es war Zentrum eines bedeutenden Reichsgutbezirkes mit befestigtem Königshof, dessen Ursprünge bis in das Fränkische Reich Karls des Großen zurückreichen. Dem Ort Mühlhausen wurden im Jahr 1135 die Stadtrechte verliehen. Er war somit der erste Ort in Thüringen, der diese Rechte verliehen bekam. Nachdem Heinrich der Löwe die Stadt im Jahr 1180 eroberte, entstand um 1200 die Stadtmauer um die Innenstadt (49 Hektar) mit sieben Doppeltoren, 38 Wehr- und Kanzeltürmen und einer Länge von 2,7 Kilometern. Um 1225 wurde das Stadtrecht im „Mühlhäuser Reichsrechtsbuch“ nach des Reiches Recht aufgezeichnet. Es ist somit das älteste Stadtrechtsbuch in deutscher Sprache. Mühlhausen erhielt zu Anfang des 13. Jahrhunderts Münz- und Zollrecht. Gegen die Burg, auf der ein königlicher Burggraf waltete, schloss sich die Stadt in der gleichen Zeit durch Mauern ab.

### Die Entstehung der Reichsstadt
Am Freitag vor Palmsonntag des Jahres 1251 wehrten die Mühlhäuser Bürger einen feindlichen Angriff ab und sicherten damit die staufische Stadtherrschaft. Daraufhin privilegierte König Konrad IV. Mühlhausen, was die Durchsetzung einer Ratsverfassung und den Ausbau städtischer Selbstverwaltung befördert hat. Das Jahr 1251 markiert insgesamt eine bedeutende Wegmarke auf dem Weg Mühlhausens zur Reichsstadt. Weitere Etappen waren die Zerstörung der Reichsburg im Stadtraum durch die Bürger im Jahr 1256 und schließlich die Anerkennung des im Inneren durchgesetzten Verfassungswandels durch König Rudolf von Habsburg im Jahr 1290. 1337 wurde von der Stadt die Gerichtsbarkeit des Reichsburggrafen erworben. Bereits ein Jahr zuvor erhielt die Stadt das Reichsschultheißenamt. Kaiser Karl IV. bestätigte 1348 die Reichsfreiheit der Stadt. Diese umschloss ab 1350 ihr gesamtes Territorium durch eine zweite Befestigung mit zahlreichen Warten, welche „Mühlhäuser Landgraben“ genannt wurde.
Die Reichsstadt („des riches stadt“) Mühlhausen trat 1256 dem Rheinischen Städtebund bei und war seit dem 15. Jahrhundert Mitglied der Hanse. Zwischen 1304/06 und 1481 gehörte Mühlhausen mit Erfurt und Nordhausen dem Thüringer Dreistädtebund an. Im Jahre 1430 traten die drei Städte dem starken Goslarer Bund innerhalb der Hanse bei, wodurch Mühlhausen wirtschaftlich weiter aufblühte.
Die Stadt erwarb bis 1370 ein Herrschaftsgebiet mit 220 Quadratkilometern und 8000 Einwohnern (um 1450). Zum Gebiet zählten 21 umliegende Dörfer, von denen zwei später wüst wurden. Bereits während des 13. Jahrhunderts konnte die Reichsstadt Mühlhausen ihre wirtschaftliche und politische Bedeutung im hessisch-thüringischen Grenzland an der Werra ausbauen. Damit geriet sie immer häufiger in Auseinandersetzungen mit den Territorialmächten – den thüringischen Landgrafen und später auch den hessischen Landgrafen sowie dem Erzbistum Mainz. 1483 wurde Mühlhausen Schutzstadt des Hauses Wettin.
Der Mainzer Bischof verpfändete im Jahr 1360 seinen Anteil an den ganerblichen Einkünften und Rechten in der benachbarten Vogtei Dorla an den Mühlhäuser Rat. Laut Verpfändungsurkunde übernahm die Reichsstadt das Dorlaer Schultheißenamt, die Vogtei und die niederen Gerichte zu Oberdorla, Niederdorla und Langula. Über 200 Jahre blieb die Stadt Mühlhausen fortwährend Pfandinhaber der Vogtei. Die Reichsstadt sicherte das Gebiet der Vogtei mit der an den Mühlhäuser Landgraben anschließenden „Vogteier Landwehr“, welche auch als „Chursächsische Landwehr“ in alten Karten verzeichnet ist. Erst 1573 löste Kurmainz die Vogtei wieder ein.

### Zeitalter der Reformation und Niedergang
Im Jahr 1525 wurde Mühlhausen durch den seit 1524 in der Stadt wirkenden Prediger Thomas Müntzer und seinen Mitstreiter Heinrich Pfeiffer zum Zentrum der radikalreformatorischen Bewegung und des Thüringer Aufstandes im Deutschen Bauernkrieg. Mühlhäuser Bürger nahmen auch an der Schlacht bei Frankenhausen 1525 teil. Nach der Niederlage der Bauern wurde Thomas Müntzer vor den Toren der Stadt hingerichtet. Die Stadt hatte schwere Straf- und Entschädigungszahlungen zu leisten und verlor ihre Dörfer und vorübergehend auch ihre Reichsfreiheit. Die Fürsten von Sachsen und Hessen wechselten sich jährlich als Schutzherren über die Stadt ab. Da diese protestantisch geworden waren, nahm Mühlhausen im Jahr 1542 die Reformation an.
1548 konnte unter Kaiser Karl V. eine neue Reichsfreiheit ausgehandelt werden. 1565 zählten 21 Dörfer mit insgesamt 949 Mann Bevölkerung zum Besitz der Reichsstadt. Der Rat zu Mühlhausen unterzeichnete die lutherische Konkordienformel von 1577. Durch den Ankauf der Liegenschaften des Deutschen Ritterordens (1599) erwarb die Stadt einen großen Grundbesitz (insgesamt 220 km²). Bereits 1540 erhielt die Reichsstadt einen großen Landbesitz durch die Auflösung des Klosters Volkenroda.
Im Dreißigjährigen Krieg hatte die Stadt Mühlhausen mit 1,75 Millionen Gulden für das Verschontbleiben von der Zerstörung schwer zu zahlen. Die Bevölkerungszahl von Mühlhausen sank auf die Hälfte. Die umliegenden Dörfer wurden jedoch geplündert und abgebrannt, ihre Bürger flohen in den Schutz der Stadtmauern. Großbrände 1649 und 1689 sowie der Siebenjährige Krieg verminderten ebenfalls die Leistungskraft der Stadt. 1710 wurde die Reichsstadt Mühlhausen, welche zum Niedersächsischen Reichskreis gehörte, Schutzstadt des Kurfürstentums Braunschweig-Lüneburg (Kurfürstentum Hannover).

### Das Ende der Reichsstadt
Mit dem Beginn der Französischen Revolution und den damit verbundenen politischen Umwälzungen, sowie den daraus resultierenden militärischen Auseinandersetzungen veränderte sich die politische Großwetterlage grundlegend zu Ungunsten aller Reichsstädte. 1802/03 endete durch den Reichsdeputationshauptschluss die Reichsfreiheit, und Mühlhausen kam mit seinem Umland an das Königreich Preußen.
1807 wurde das Gebiet der ehemaligen Reichsstadt dem von Napoleon geschaffenen Königreich Westphalen angegliedert und dem Distrikt Heiligenstadt im Departement des Harzes zugeteilt. Während die Stadt Mühlhausen den Kanton Mühlhausen bildete, kam der Großteil der Mühlhäuser Orte zum Kanton Dachrieden; einige Orte gehörten zu den Kantonen Dorla und Dörna.
Durch die Auflösung des Königreiches Westphalen im Jahr 1813 und die Beschlüsse des Wiener Kongresses 1815 kamen Mühlhausen und sein Umland wieder zu Preußen. Das Gebiet wurde 1816 dem Landkreis Mühlhausen i. Th. der Provinz Sachsen angegliedert.

## Innere Entwicklung

### Wirtschaft
Die Lage an der Unstrut und mehreren ganzjährig fließenden Bächen, u. a. der Breitsülze und dem Mühlgraben, erlaubte intensive Mühlenwirtschaft. Der Name der Stadt und das Mühleisen im Wappen verweisen darauf. Um 1800 sind im engeren Stadtgebiet 19 Wassermühlen nachweisbar. Das Frischwasser war auch Voraussetzung für Woll-, Tuch- und Lederverarbeitung (Loh- und Weißgerber).
Mühlhausen war seit dem 13. Jahrhundert für seine Tuchmacherei bekannt. Bereits 1247 waren Mühlhäuser Tuche durch den Hamburger Zoll gegangen. Flämische und wallonische Zuwanderer brachten neue Kenntnisse und Fertigkeiten in der Wollweberei, Tuchmacherei und Leineweberei mit. „Mühlhäuser Laken“ wurden ein Begriff. Waidanbau, -verarbeitung und -handel und der Handel mit Tuchen bis in ferne Länder spielten eine große Rolle. Mit Wanfried hatte Mühlhausen sogar einen Hafen an der Werra, von dem aus die Waren mit Schiffen flussabwärts transportiert wurden. Durch die Mitgliedschaft in der Hanse blühte die Stadt wirtschaftlich auf. Ihre wirtschaftliche Bedeutung begann erst mit der Abnahme der Bedeutung der Färberpflanze Waid und mit dem Aufkommen von Leipzig als Handelsstadt zu sinken, wodurch neue Handelswege weiträumig um Mühlhausen herumführten.

### Kultur und Religion
Durch das Wirken des Predigers Thomas Müntzer und seines Mitstreiters Heinrich Pfeiffer wurde Mühlhausen um 1525 ein Zentrum der radikalreformatorischen Bewegung. Die „Mühlhäuser elf Artikel“ und ein „Ewiger Rat“ sollten die Herrschaft von Patriziern und Adel in der Stadt für immer beenden. Nach der Niederlage der Bauern wurde Thomas Müntzer vor den Toren der Stadt hingerichtet. Nach 1525 war die Stadt eines der Zentren der mitteldeutschen Täuferbewegung, die zum Teil auch noch von Thomas Müntzer mitgeprägt gewesen war.
In der Stadt wurde 1542 die Reformation durch die Fürsten von Sachsen und Hessen eingeführt. Mit der Wiedererlangung der reichsstädtischen Privilegien wurde 1547 durch den Rat die katholische Konfession wieder eingeführt, jedoch setzte sich bis 1566 die Reformation endgültig durch.
Vom 16. bis 18. Jahrhundert erlebte Mühlhausen eine Blüte der Kirchenmusik. 1707/1708 war Johann Sebastian Bach Organist an der Hauptkirche Divi Blasii (Sankt Blasius). Zum Ratswechsel am 4. Februar 1708 entstand die Kantate Gott ist mein König (BWV 71), die als einzige aus dieser Zeit als Druck erhalten ist.

## Zugehörige Orte
Stadt
- Mühlhausen

Dörfer
| - Ammern - Bollstedt - Dachrieden - Dörna - Eigenrieden | - Eigenrode - Felchta - Görmar - Groß-Grabe (Wester-Grabe) - Klein-Grabe (Oster-Grabe) | - Hollenbach - Höngeda - Horsmar - Kaisershagen - Lengefeld | - Reiser - Saalfeld - Sollstedt - Windeberg |

Höfe, Güter und Dorfstellen
- Emilienhausen
- Pfafferode
- Sambach  (zeitweise wüst)
- Schröterode
- Weidensee
- Forsthaus Weißes Haus

Wüstungen
- Popperode (bei der Stadt Mühlhausen)
- Eichelroda und Ebelroda (bei Eigenroden)
- Eichen (bei Felchta)[7]
- Liste der Wüstungen im Eichsfelder Teil des Unstrut-Hainich-Kreises